# Związek Syndykalistów Polski
Związek Syndykalistów Polski – polski anarchosyndykalistyczny nieformalny związek zawodowy, powstały na zjeździe założycielskim w dniach 31 marca – 1 kwietnia 2007 w Gliwicach. Jest członkiem Międzynarodowego Stowarzyszenia Pracowników.
Celem ZSP jest przeobrażenie hierarchicznego społeczeństwa w egalitarne i wolnościowe.

## Działalność
ZSP organizuje m.in. konkurs na najgorszego pracodawcę roku. Ponadto współpracuje również z takimi organizacjami, jak OZZ Inicjatywa Pracownicza, Federacja Anarchistyczna czy Polska Partia Socjalistyczna, np. organizując wspólne manifestacje – w Święto Pracy czy „Dzień Gniewu Społecznego”. Jest także odpowiedzialny za liczne przypadki ujawniania łamania praw pracowniczych przez pracodawców oraz protesty z tym związane.

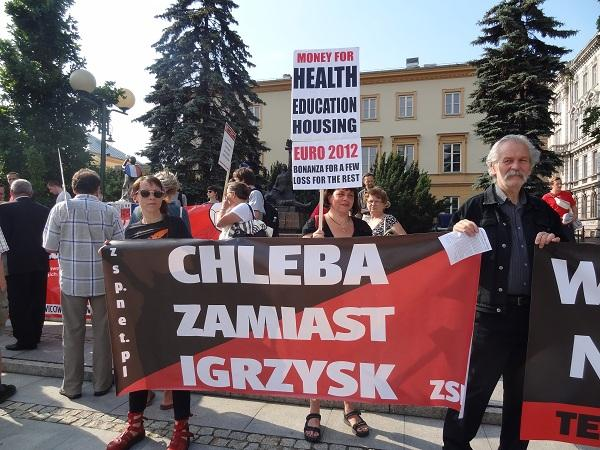
Demonstracja „Chleba Zamiast Igrzysk” w Warszawie (8 czerwca 2012)

W lipcu 2008 roku związek protestował pod siedzibą firmy AmRest w związku z wprowadzeniem przez nią koncernu Starbucks do Polski. Od 2009 roku Związek Syndykalistów Polski angażuje się również w ruch lokatorski. Związkowcy z ZSP brali udział w protestach lokatorów wiosną 2009 roku, a także organizowali protesty – m.in. w 2010 czy 2016 roku, we współpracy z takimi organizacjami, jak Komitet Obrony Praw Lokatorów czy Warszawskie Stowarzyszenie Lokatorów. 8 czerwca 2012, w dniu otwarcia Euro 2012, ZSP we współpracy z Komitetem Obrony Lokatorów zorganizował demonstrację pod hasłem „Chleba Zamiast Igrzysk”, podczas której podnoszono kwestie problemów mieszkaniowych i przeznaczania pieniędzy publicznych na organizację imprezy kosztem zaniedbywania potrzeb mieszkańców.
W 2014 roku ZSP nagłośnił sprawę byłych pracowników firmy Amazon.com, którzy nie otrzymali wynagrodzenia od agencji pracy tymczasowej, pośredniczącej przy ich zatrudnieniu w centrum dystrybucyjnym firmy w Sadach pod Poznaniem. W sierpniu 2016 roku przeprowadził protest pod byłą siedzibą sklepu firmy MarcPol, zalegającej z wypłatami dla pracowników. Natomiast w styczniu 2017 roku związek zorganizował liczne protesty listonoszy w lokalnych oddziałach Poczty Polskiej, zaś w lutym oraz czerwcu 2017 roku serię pikiet pod siecią sklepów Polomarket. Związkowcy nagłaśniają także łamanie praw pracowniczych w sklepach sieci Żabka.
W marcu 2023 roku nagłośnił sprawę pracownika firmy Mal-bud-1, który uległ poważnemu wypadkowi, któremu pracodawca nie wypłacił odszkodowania za wypadek przy pracy, a także zawiózł na przystanek autobusowy, zamiast do szpitala.
Związek wydaje pismo „Zapłata”, a także „Godność Pracy”.